# 語
語  est un kanji composé de 14 traits. Il fait partie des kyōiku kanji de 2e année, et signifie « mot » ou, utilisé souvent comme suffixe, « langage ». Il se lit ご (go) ou ぎょ (gyo) en lecture on et かたる (kataru) en lecture kun.

## Histoire
Radical : 訁 (言, mot) + phonétique : 吾, ngo, go, formé de 五 (cinq) + 口 (bouche).
| 言 | 五 |
| 言 | 口 |

## Exemples d'utilisation
- 日本語 (nihongo) : la langue japonaise
- 物語 (monogatari) : récit, histoire